# Ciclón Numa
| Numa                                                   | Numa                                                   | Numa                                                   |
| Ciclón Numa el 18 de noviembre sobre el sur de Italia. | Ciclón Numa el 18 de noviembre sobre el sur de Italia. | Ciclón Numa el 18 de noviembre sobre el sur de Italia. |
| Datos                                                  | Datos                                                  | Datos                                                  |
| ------------------------------------------------------ | ------------------------------------------------------ | ------------------------------------------------------ |
| Viento máximo:                                         | 125 km/h                                               | 125 km/h                                               |
| Presión mínima:                                        | 995 mb                                                 | 995 mb                                                 |
| Efectos                                                |                                                        |                                                        |
| Muertes:                                               | 16                                                     | 16                                                     |
| Daños materiales:                                      | Desconocidos                                           | Desconocidos                                           |

El Ciclón Numa fue un ciclón tropical mediterráneo con las características de un ciclón subtropical. Numa se formó el 12 de noviembre de 2017 sobre las islas británicas a partir de los restos de la tormenta tropical Rina, la decimoséptima tormenta nombrada de la temporada de huracanes en el Atlántico de 2017. Posteriormente, el 17 de noviembre, Numa adquirió características subtropicales, deviniendo en uno de los extraños casos de "Medicán" (Huracán del Mediterráneo).
El ciclón Numa causó lluvias torrenciales en los Balcanes, matando al menos a 16 personas en Grecia, con Atenas siendo el área más afectada.

## Historia meteorológica
El ciclón Numa se formó sobre las islas británicas el 12 de noviembre, a partir de los restos de la tormenta tropical Rina. Moviéndose hacia el sureste a través de Francia e Italia, Numa se dividió en dos centros de bajas presiones (Numa I y Numa II) el 13 de noviembre. Numa II era el más fuerte del dos, desplazandóse por el Mar Adriático paralelo a la costa italiana oriental y logrando una intensidad máxima de 995 mbar aquel día. Posteriormente, el 14 noviembre, el centro de bajas presiones de Numa I se había disipado, y Numa II dominó el sistema. Entonces fue referido simplemente como "Numa" mientras estaba localizado en el Mar Jónico al oeste de Grecia.
Numa posteriormente giró al sur, cruzando la costa sur de Italia y emergiendo al norte de Sicilia, antes de parar sobre la isla el 15 de noviembre. En Sicilia, el 16 de noviembre, Numa empezó a obtener características de ciclón subtropical.
El 17 de noviembre, Numa perdió completamente su sistema frontal. En la tarde del mismo día, Météo France tuiteó que Numa había logrado el estado de depresión tropical mediterránea. Durante varias horas, Numa continuó fortaleciéndose, antes de lograr su mayor intensidad el 18 de noviembre. 
En esta etapa de ciclón, la tormenta tuvo un claro ojo bien definido y sostuvo vientos huracanados de 115 km/h, equivalente a la categoría 1 de una fuerte tormenta subtropical. Más tarde en el mismo día, Numa tocó tierra en Grecia, y rápidamente se debilitó a una área de presión baja, antes de emerger al Mar Egeo el 19 de noviembre.

## Impacto

### Grecia
Con anterioridad a la llegada de Numa, lluvias inusualmente fuertes habían afectado Grecia durante una semana, provocando algunas inundaciones. La brigada de bomberos había recibido más de 600 llamadas que tenían que ver con inundaciones en los días que preceden la llegada de Numa.
Numa empezó para traer fuertes lluvias en áreas de los Balcanes de 15 de noviembre, causando severas inundaciones, más complicadas aún en el interior de Grecia. El 16 de noviembre, al menos dieciséis personas murieron por las inundaciones en las ciudades de Mandra, Megara y Nea Peramos al del oeste de Atenas, con cinco personas desaparecidas. En Mandra, la lluvia inundó calles, arrastrando coches y empujando al menos un autobús de la carretera. Doce personas, ocho hombres y cuatro mujeres, murieron en Mandra.
En el periodo posterior a la inundación, el primer ministro griego Alexis Tsipras declaró tres días de luto nacional y el estado de emergencia, diciendo que era "lo menos que podemos hacer". Ayudas alimentarias, agua y mantas fueron distribuidas a las víctimas. El alcalde de Mandra Yianna Krikouki se refirió a la inundación como "Bíblica", al no haber dejado "nada en pie" en la ciudad. El presidente de Comisión europea Jean-Claude Juncker, el presidente francés Emmanuel Macron, y el primer ministro turco Hakan Çavuşoğlu expresaron sus condolencias a las personas de Grecia que sufrieron la tragedia. Un crucero de 364 camarotes fue más tarde abierto como refugio para aquellos que habían perdido sus casas por el desastre.